# بيطوش
بيطوش هي قرية في مقاطعة سردشت، إيران. يقدر عدد سكانها بـ 934 نسمة بحسب إحصاء 2016.